# Quique Aguilar
Carlos Aguilar (San Juan; 3 de desembre de 1971), conegut com Quique Aguilar, és un cineasta i actor argentí, també productor, guionista i editor, que ha incursionat en cinema, televisió i teatre.
Va iniciar la seva carrera com a integrant del repartiment de telenovel·les i es va exercir en diferents labors darrere de cambres, en diferents produccions televisives. Va ser realitzador de diversos curtmetratges i en teatre va produir les obres Extraña pareja femenina (2001) i Más que amigos (2004).
Va dirigir la seva òpera preval als 20 anys d'edat, Un minuto treinta y dos (1992) i els seus següents llargmetratges resulten pioners de la cinematografia digital llatinoamericana; Mercenarios (2000) i Nada por perder (2001), considerada com una pel·lícula de culte i el primer film argentí a abordar l'hemofília, patologia que pateix ell mateix.

## Primers anys
Va néixer el 3 de desembre de 1971 a la capital de la província homònima. És fill del periodista Carlos Alberto Aguilar (12 de maig de 1929-15 de febrer de 1992) i la docent Susana Aguilar (6 de gener de 1934-26 de febrer de 2011). Després del seu naixement, els seus pares es van radicar novament en Buenos Aires després de viure dos anys a Cuyo.Als quatre anys d'edat, va ser diagnosticat amb hemofília severa tipus A, malaltia crònica que la seva medicació efectiva era produïda en l'exterior i no ingressava al país degut al seu elevat cost i la falta de cobertura estatal. Davant això, els seus pares van realitzar diverses crides davant les autoritats i mitjançant els mitjans de comunicació — el seu pare era conductor del noticiari Teleonce informa— aconseguint així obtenir el suport de l'estat nacional cap a aquesta comuna.

## Carrera

#### Dècada del 1970
Des del seu diagnòstic, va estar sota la rigorosa cura dels seus pares i això li va possibilitar entremetre's en diferents de les seves produccions des de la seva infantesa. En 1975 va actuar al costat de Lili Masaferro en una sèrie de curtmetratges publicitaris fílmics per a l'empresa YPF, que van ser exhibits en cinema i televisió en commemoració del cinquantè tercer aniversari de la fundació d'aquesta empresa. En 1978 va protagonitzar el comercial Buena suerte Argentina de la companyia vitivinícola Bodegas Arizu i el 1979 va integrar el jurat del programa infantil Festilindo, any en què també va aparèixer al fons de títols del cicle El festival de Tom y Jerry. El 1980 va participar en Cantando y a la cama, un spot estelaritzat pel grup musical Parchís que marcava la finalització de l'horari de protecció al menor de Canal 7.

#### Dècada del 1980

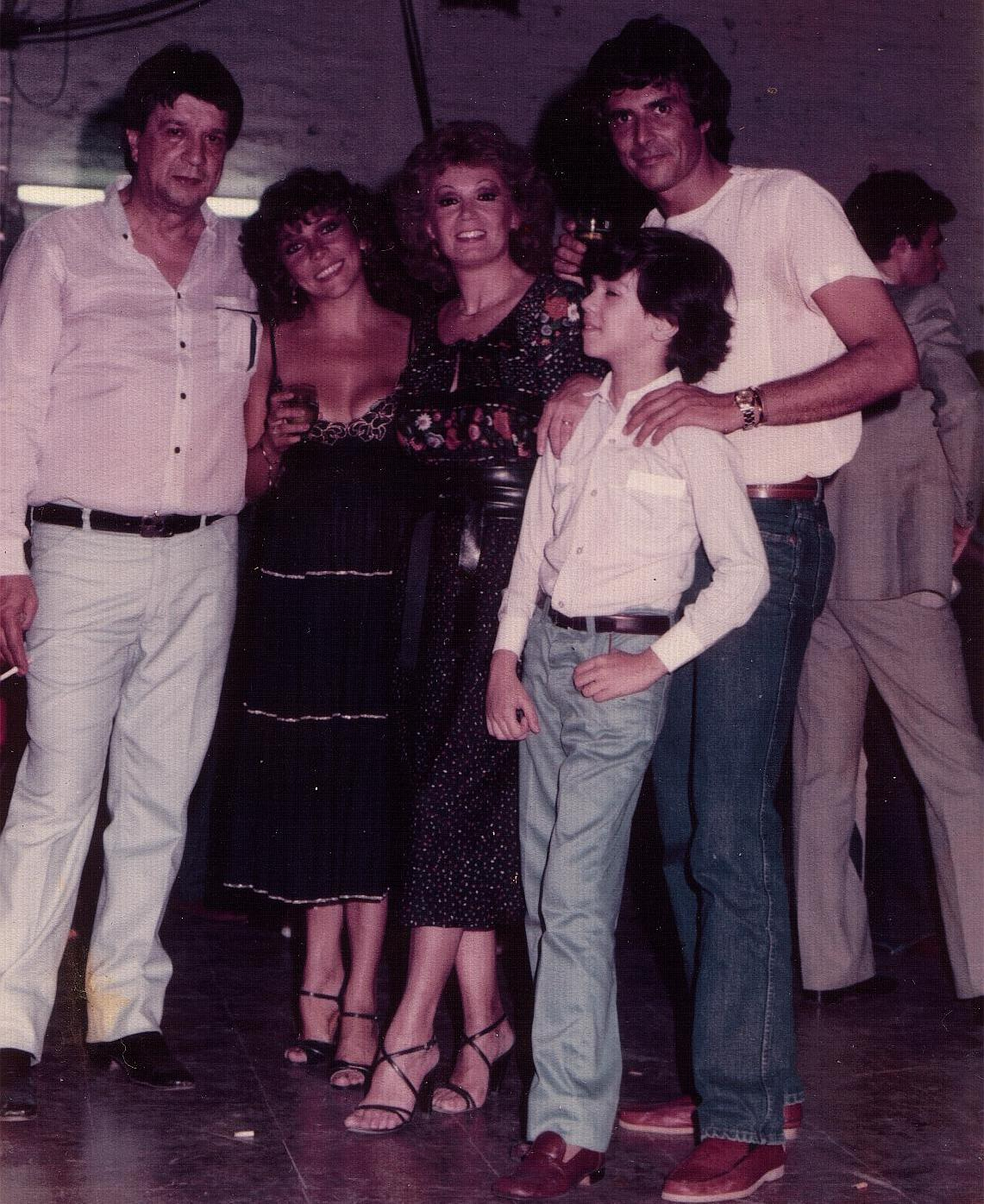
De izquierda a derecha: Carlos Alberto Aguilar, Verónica Castro, Chela Castro, Quique Aguilar i Jorge Martínez a Verónica: el rostro del amor, 1982.

El 1982 es va incorporrar al repartiment estable de Verónica: el rostro del amor, telenovel·la que va comptar amb una gran repercussió internacional. Va ser triat en filtrar-se en les audicions —dutes a terme per Sabina Olmos, Armando Barbeito i Germán Kraus— realitzades a Canal 11 i va interpretar a Gonzalo, un alumne pupil d'una escola en Suïssa, que visitava al seu pare per uns dies. Aquesta aparició tenia una durada prevista de cinc episodis des del dissetè capítol, però per desavinences de producció, el personatge de Renato —pare de Gonzalo, interpretat per German Kraus— va caure en un coma irreversible tanmateix el paper de Gonzalo va continuar fins a la finalització del serial. En 1983 va integrar el repartiment de Cara a cara, la segona telenovel·la que Verónica Castro va protagonitzar en territori argentí i va encarnar a un nen orfe — anomenat Anníbal, en referència al bandoneonista Pichuco — resident d'un alberg per a carenciados a cura d'una monja, interpretada per Susy Kent.
En 1984 va participar del capítol pilot de la sèrie Tiempo Cumplido. Al poc temps, va ser convocat per Raúl Portal, de qui va ser partenaire en el segment humorístic Para lelos del programa òmnibus Sábados de la bondad. En aquest mateix any, a conseqüència de l'escàndol de medicaments per a hemofílics infectat amb el virus del VIH/sida, els seus pares van suspendre les seves transfusions de factor VIII, fins que arribessin al país les partides lliures de contaminació. En 1985 es va exercir com a assistent de programes radials emesos per Radio Argentina conduïts i produïts pel seu pare, qui reprenia la seva professió periodística en democràcia després d'haver estat censurat durant l'autodenominat Procés de Reorganització Nacional. Recentment en 1987, va poder continuar amb el seu tractament profilàctic i va cobrir un paper estel·lar en la sèrie Tiempo Cumplido, la primera de la televisió argentina gravada completament en locacions. Allí va encarnar a Gastón, únic fill del protagonista (Alberto de Mendoza) que vivia amb la seva tia Paula (Chunchuna Villafañe) i era estudiant de música. També va col·laborar en la redacció d'alguns diàlegs i com auxiliar d'edició. A més, en un dels seus episodis compta amb una escena on executa en bandoneó el tango Volver junt al duo musical de Néstor Marconi i Ángel Ridolfi, al bar Café Homero de Palermo. Una nota del diari Clarín el va definir com un «comediant amb rar àngel».
En 1988 va ser assistent de direcció en Misión Comando, un dels primers telefilmes argentins. També col·labora en la reobertura del Teatro Bambalinas —situat al barri de San Telmo (Buenos Aires) — que havia estat adquirit pels seus pares. Allí es va emportar a escena La resistible ascensió d'Arturo Ui, presentant-se també l'àlbum d'estudi Un baión para el ojo idiota de la banda de rock Patricio Rey y sus Redonditos de Ricota. El 1989 els seus pares també conformaren Red de Comunicadores Independientes, una empresa productora de televisió on va oficiar com a assistent de producció en el magazine femení Entre nosotras i en els cicles periodístics Claves de hoy, Sin concesiones i Vida o droga. En aquest últim, del qual la seva mare era la productora executiva, va exercir també com «notero» per a la versió radiofònica emesa per Radio Belgrano. Va ser el primer programa de la televisió argentina destinat a la prevenció de l'ús indegut de drogues i va resultar nominat per l'Asociación de Periodistas de la Televisión y la Radiofonía Argentinas al premi Martín Fierro per «millor programa cultural, educatiu o documental» en 1989. Al mateix any els seus pares fundaren Centro Producciones, un conglomerat de mitjans de comunicació situat al barri d’ Almagro, encara que va ser discontinuat pel fet que Carlos Alberto va ser diagnosticat de càncer de laringe.

#### Dècada del 1990

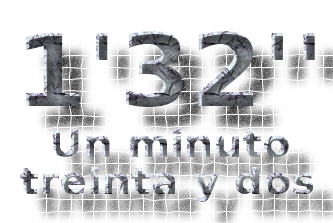
Un minuto treinta y dos segundos (1992), opera prima del director. La seva història abasta, entre altres temàtiques, els detalls d'un canal de televisió.

En 1991 va tenir una participació esporàdica en el sisè capítol de la telenovel·la ¡Grande, pa! però davant l'oportunitat oferta per José Enrique Crousillat d'incorporar-se a Crustel, es va bolcar novament darrere de càmeres. Es va exercir inicialment com a assistent de producció en la telenovel·la Manuela i va continuar treballant en la companyia fins a finalitzar la preproducció i els exteriors especials de Soy Gina, tira que va abandonar el 1992 quan va morir el seu pare. Després d'algunes setmanes d'inactivitat es va incorporar a l'elenc de la telenovel·la Princesa produïda per Raúl Lecouna, però sense un rol assignat prèviament. Transcorregut més d'un mes sense personatge va engiponar una història sobre la qual va realitzar la seva òpera prima, Un minuto treinta y dos segundos. Aquest telefilm de crim i misteri, protagonitzat per Pablo Machado, Daniel Guerrero, Elvia Andreoli, Noëlle Balfour, Jorge Schubert i Damian De Santos, narra les peripècies d'un jove després de ser testimoni d'un segrest i documentar-lo amb la seva càmera de vídeo. A més de la direcció, va estar a càrrec de la producció, l'edició i va realitzar un cameo en les preses finals. El llargmetratge està dedicat a la memòria del seu pare i va comptar amb un guió coescrit per la seva mare, qui també va dur a terme la producció executiva. La postproducció va ser realitzada en els estudis de televisió Pampa, els primers a Llatinoamèrica a comptar amb equipaments digitals. Paral·lelament va col·laborar amb María Soledad Crousillat en el càsting de Micaela, una altra tira diària Crustel. En 1993 es va incorporar com «chequeador»  a la filial argentina del Grup Televisa durant la telenovel·la Apasionada. En aquesta companyia va continuar exercint-se per a Esos que dicen amarse, on també va estar encarregat dels exteriors especials, sol·licitat per Pancho Guerrero. Al poc temps va participar del primer equip de edició off-line en la televisió argentina, per a la coproducció mexicana El amor tiene cara de mujer. En 1994 va quedar a càrrec de la preproducció al costat de Raúl Astor de la tira diària El día que me quieras, on va romandre com a productor d'exteriors. Durant aquest mateix any va realitzar amb Raúl Becerra el programa pilot Los indomables — un remake del noticiari humorístic Semanario Insólito de 1981— conduït per Roberto Pettinato (fill) i Lalo Mir. També va desenvolupar el guió cinematogràfic de Traqueotomía, sobre un text original del seu pare. No obstant això, cap a finals de 1995 i a conseqüència del crisi econòmica a Mèxic de 1994, l'empresa va tancar la seva productora al país.
En 1996 va realitzar el capítol pilot de Seguridad privada, una minisèrie policial protagonitzada per Osvaldo Sabatini,  Jean Pierre Noher, Maurice Jouvet, Ginette Reynal i Aldo Barbero. Aquesta coproducció al costat de Pepe Parada i Ovidio García, no va continuar atès que aquest últim es va incorporar com a gerent artístic a Canal 7, convocant-lo per a acompanyar-lo en la gestió. A l'emissora va exercir com a productor del cicle Antes de la medianoche, presentat per Amalia "Yuyito" González i també va ser realitzador d'informes i dramatitzacions del programa de recerca periodística Mediodía con Mauro conduït per Mauro Viale, que amb el córrer de les emissions es va mutar en un talk show. En 1997 es va desvincular del canal per a poder coproduir amb aquest mateix una remake de Tiempo Completo, però la gerència va desistir del projecte degut a l'inici de les transmissions de la telenovel·la R.R.D.T. i entendre que les històries eren idèntiques. Davant això, va denunciar penalment Adrián Suar per «delicte de plagi». Malgrat les perícies realitzades per la Facultat de Filosofia i Lletres de la Universitat de Buenos Aires i la Divisió Imatge i So de la Gendarmeria Nacional Argentina, el judici es va prolongar durant més d'una dècada i en 2010 el fundador de Pol-ka Producciones va ser sobresegut per «falta de mèrit». En 1998 va reprendre de manera independent la preproducció de Traqueotomía comptant amb Alfredo Alcón per al rol principal, qui va abandonar el projecte per a protagonitzar la pel·lícula Cohen vs. Rosi. Això va provocar demores en el cronograma de rodatge previst i malgrat comptar amb Arturo Puig com a nou protagonista, el projecte va entrar en un  development hell. A l'any següent va ser el realitzador de sketches i fons de títols per al programa Totalmente, conduït per Miguel del Sel i produït per Ideas del Sur per a Azul Televisión.
El 2000 va realitzar Mercenarios, el seu segon llargmetratge. La seva trama estava basada en Seguridad privada i va ser protagonitzat novament per Osvaldo Sabatini, completant-se l'elenc amb Catherine Fulop, Lito Cruz, Rodolfo Ranni, Pappo, Fernando Olmedo, Pepe Parada, Baby Etchecopar, Marcelo Alfaro i Elsa Berenguer. El projecte havia sorgit de l'interès de l'empresa Negocios Cinematográficos sobre un sistema que Aguilar estava desenvolupant per tal d'obtenir resultats fílmics a partir d'equipaments digitals, sent aquest llargmetratge una producció avantguardista d'aquesta tecnologia. Tanmateix, la falta de regulació en matèria de cinema digital per part de l'Instituto Nacional de Cine y Artes Audiovisuales i la negativa d'aquesta entitat a brindar el suport econòmic sol·licitat per a la seva exhibició en sales comercials, van motivar que la pel·lícula no fos estrenada. Mariano Olmedo, fill Alberto Olmedo i director de producció del film, va esmentar sobre aquest tema «en algun moment s'estrenarà aquesta pel·lícula en homenatge als qui no estan».

#### Dècada del 2000
Davant els resultats tècnics obtinguts a Mercenarios —entre ells, l'ampliació del tràiler a 35 mm sense deficiències— Sabatini li va proposar registrar el sistema sota la marca de Digi-Films i realitzar una altra pel·lícula, però sense supeditació financera de l’INCAA. Per a això aquest últim va invertir «tots els seus estalvis» a Nada por perder, on es narra com un reeixit advocat queda al carrer per culpa d'un polític corrupte. Aquest llargmetratge independent dramàtic-polític gravat íntegrament en escenaris naturals, va ser el debut cinematogràfic de Sabatini —com a productor i actor — i l'elenc va ser integrat per Paola Krum, Gerardo Romano, Lito Cruz, Germán Kraus, Antonio Grimau, Graciela Alfano, Franklin Caicedo, Mario Sapag, Ana María Picchio i el propi Aguilar, que a més de dirigir el film, va interpretar el personatge de Matías —germà del protagonista— que patia hemofília, divulgant així aquesta malaltia per primera vegada al cinema nacional. Una ressenya del diari La Nación va qualificar la seva participació en el repartiment com a «encertat actor». Aguilar va definir la va definir com «la primera pel·lícula de cinema digital no feta en estil de Dogma» i un «thriller de contingut social».  Va dir que el llargmetratge simbolitzava la «realitat argentina» de la dècada del 90 i principis dels anys 2000 i va destacar que en la història s'enfocava els models de corrupció existents que sofrien els argentins. També va dir que la pel·lícula estava basat en la «proximitat dels episodis» que es vivien diàriament i que el candidat a president «tenia molt a veure amb la imatge dels polítics», mentre que la història abastava les errades que el sistema mostrava en relació amb la «gent honesta que té algun patiment». El film va ser exhibit dies previs a la crisi de desembre de 2001, en el context d'una gran escassetat d'espectadors a les sales de cinema i una desigual competència en taquilla de llargmetratges argentins respecte a les pel·lícules estatunidenques, per la qual cosa no va obtenir un resultat comercial favorable malgrat haver estat una de les deu cintes més vistes en aquestes dates. Va comptar amb una polaritzada recepció crítica al moment de la seva estrena, sent considerada anys després com una pel·lícula de culte.El llicenciat en filosofia Carlos Schilling en la seva crítica per al diari de Córdoba  La Voz del Interior la va definir com una «pel·lícula d'acció intensa, amb un ritme narratiu que no decau gairebé mai i amb un guió que sembla concebut en un dels millors laboratoris de Hollywood», elogiant també la seva direcció.A més va destacar que els «principis de l'art de l'estafa» exposats en el film eren revelats d'una «manera bastant més desolada» que la pel·lícula Nueve reinas. El diari digital uruguaià LaRed21 la va demarcar com un «thriller que barreja l'acció amb la denúncia política, molt a to amb la realitat argentina», mentre que el periòdic patagó Río Negro la va classificar com «un apassionant thriller de contingut social, l'acció del qual la col·loca al nivell de les més importants superproduccions internacionals».
També durant el 2001 va iniciar-se en la producció d'espectacles al costat d’Osvaldo Sabatini, portant a escena la segona versió en territori argentí de l'obra Extraña pareja femenina al Teatro Lola Membrives. Va ser protagonitzada per Catherine Fulop en el seu debut teatral i Patricia Palmer, a partir d'un projecte que havia sorgit de totes dues sobre la base de «dues actrius que comparteixen el camerino», erò que va acabar derivant-se en la comèdia de Neil Simon. A diferència de la versions anteriors, aquesta va comptar amb una banda sonora original, un disseny d'il·luminació propi, una escenografia disposada en dues plantes i no va tenir entreacte. A més, la seva trama estava adaptada a Buenos Aires —en lloc de Nova York— i diversos detalls del guió van ser emmotllats a la cultura argentina. Una crítica del diari La Nación va esmentar sobre aquest tema que «ja no es tracta de dones que s'acomoden a un discurs masculí, sinó que, ambientades a Buenos Aires, elles es llueixen amb una caracterología netament portenya, però també molt femenina, que les fa versemblants». L'obra va ser dirigida per Julian Howard i després de la seva presentació en la avinguda Corrientes, es va traslladar per a la temporada estiuenca de 2001 i 2002 a la ciutat de Mar del Plata. Malgrat haver rebut un bon acolliment crític i ser la producció amb major quantitat de nominacions als premis Estrella de Mar corresponents a aquests anys, la comèdia va avançar un mes la seva última funció ja que la recaptació no cobria els costos de producció, en gran manera per la circulació simultània de disset tipus de monedes en aquest període històric.

Durant el seu sojorn en la costa atlàntica Aguilar va desenvolupar El loco de la ruta, una minisèrie policial — readaptada anys després a un guió cinematogràfic neo-noir — basada en crims reals esdevinguts en la metròpoli. Anava a ser protagonitzada novament per Osvaldo Sabatini, encara que el projecte en cap de les seves versions va veure la llum. En 2002 va fundar l'empresa Ciclos Producciones, sent el seu director general i mitjançant la qual va realitzar diverses campanyes promocionals per a les empreses Mastercard, Chevrolet i General Motors presentades per Horacio Cabak, Alejandro Fantino i Diego Capusotto respectivament. En 2004 va produir el cicle de divulgació científica Avances de la medicina, mitjançant el qual va ser gestionada l'assistència del vicepresident argentí Daniel Scioli al seixantè aniversari de la Fundació de l'Hemofília d'Argentina —organisme que travessava una greu crisi institucional— diligenciant a més la recepció a membres d'aquest establiment i de la Federació Mundial de l'Hemofília, per part del ministre de salut Ginés González García.
Mai falta en la cartellera teatral portenya almenys una comèdia d'embolics pretesament pasatista i lleugera. En general, es tracta de posades en escena de textos d'autors estrangers. […] Però aquesta vegada, una peça d'autor nacional […] s'inscriu en el gènere.  
 En aquest mateix any va produir l'obra teatral Más que amigos, que va ser presentada al Teatre Metropolitan i protagonitzada per Maximiliano Ghione, Laura Fidalgo, Hugo Arana, Karina Dalí, Mariano Iúdica i Gerardo Grasl. La comèdia dirigida novament per Julian Howard, va tenir una modesta acceptació de la crítica i del públic en la seva temporada a Buenos Aires, mentre que al seu període a Punta del Este el 2005 —ja sense Aguilar com a productor— no va obtenir resultats positius. El 2009 va ser un dels menys de tres-cents signants de la carta de suport a la Llei de Mitjans, moció que va reafirmar anys després però en nom dels treballadors de la indústria cinematogràfica. El 2010 va realitzar el curtmetrtge La epopeya de Mayo sobre un capítol original del cicle Microhistorias del mundo, que fou exhibit al públic assistent al te deum realitzat a la Basílica de Nuestra Señora de Luján  amb motiu dels festejos pel Bicentenari de la Revolució de Maig a l'Argentina, al qual va assistir el matrimoni de Néstor Kirchner i Cristina Fernández de Kirchner.A la fi d'aquest mateix any va reactivar Aguilar-Asociados, signatura fundada pel seu pares i reclamada a la preservació de l'arxiu audiovisual acumulat durant més de mig segle d'activitat.

#### Dècada del 2010
Després de la defunció de la seva mare en 2011, va realitzar noves escenes de Mercenarios per a actualitzar la versió sense estrenar de l'any 2000 i incloure fragments de Seguridad privada. Aquestes seqüències agregades al guió, van ser protagonitzades per Jorge Martínez —qui havia participat del capítol pilot— i va comptar amb l'actuació de Germán Kraus i del mateix Aguilar. Prèviament, els tres havien coincidit en el repartiment de Verónica: el rostro del amor i en els rols interpretats per a la pel·lícula, van reiterar els noms utilitzats en aquella tira. A l'any següent, va organitzar l'exposició Argentina 202, una muestra con historia. Hi va presentar la col·lecció La epopeya de Mayo, una sèrie de canvas realitzats a partir dels textos del seu pare sobre la revolució argentina de 1810 i les làmines originals de Alberto i Enrique Breccia elaborades per a Microhistorias del mundo, un programa de televisió censurat durant l'autodenominat Procés de Reorganització Nacional. Aquest format respectava «la voluntat de l'artista [Carlos Alberto] de mostrar successos que involucressin a aquells militars patriotes que van lluitar per la causa nacional, en contraposició amb els dictadors de llavors». La seva inauguració va tenir lloc en l'Edifici Annex de la Cambra de Senadors de la Província de Buenos Aires —els qui la van definir com una «obra artística única» que contribuïa a la memòria col·lectiva i a les indústries culturals— i va ser encapçalada pel sots-governador Juan Gabriel Mariotto. Es va tractar de la primera exhibició d'una mostra itinerant presentada posteriorment en el Centre Cultural Torcuato Tasso, en el marc d'un esdeveniment de la Agrupació Oesterheld i en variats establiments educatius bonaerenses.

#### Dècada del 2020
Es va anunciar per a 2021 l'estrena del film Mercenarios en plataformes digitals i la preproducció de Meridiano 70, un llargmetratge basat en fets reals succeïts en el sojorn dels seus pares a la província de San Juan en els anys 1970.

## Vida privada
En 1998 va formar parella amb l'escenògrafa Gabriela Maffrê. Tenen dos fills, Carlos Facundo (n. 2000) i Carlos Bautista (n. 2006).

## Filmografia
Llargmetratges
| Any  | Títol                            | Director | Guionista | Productor | Muntatgista | Notes       |
| ---- | -------------------------------- | -------- | --------- | --------- | ----------- | ----------- |
| 1992 | Un minuto treinta y dos segundos | Sí       | Sí        | Sí        | Sí          | [ nota 10 ] |
| 2000 | Mercenarios                      | Sí       | Sí        | Sí        | Sí          | [ nota 11 ] |
| 2001 | Nada por perder                  | Sí       | Sí        | Sí        | Sí          | [ nota 12 ] |

## Periòdics i publicacions
- Fabiani, Nicolás Luis. Actas de las XIV Jornadas Marplatenses y Argentinas de Teatro e Identidad: estética y poéticas de la fiesta (en castellà).  Mar del Plata: Universidad Nacional de Mar del Plata, 2011. ISBN 978-987-544-411-9 [Consulta: 22 setembre 2020].
- La primera, Números 76-84 (en castellà).  Grupo H S.A., 2001 [Consulta: 30 agost 2019].
- Humor, Números 481-493 (en castellà).  Ediciones de la Urraca, 1996 [Consulta: 30 agost 2019].
- Veintitrés, Números 173-177 (en castellà).  Comunicación Grupo Tres, 2001 [Consulta: 30 agost 2019].
- Revista Noticias. Editorial Perfil, XXI, 1300, 24-11-2001. ISSN: 0328-4298.
- Serra, Alfredo  Gente y la Actualidad. Editorial Atlántida, 36, 1856, 13-02-2001. ISSN: 0328-8560.
- Vigo, Laura Revista Caras, Año XX, 999, 27-02-2001. ISSN: 0328-4301.
- «La lucha por el rating: Tiempo cumplido para Mario Sapag y Alberto de Mendoza». Diario Popular, 19-06-1987, p. 3.
- «Luna de miel bien caliente» (en castellà).  Gente y la Actualidad. Editorial Atlántida, 03-07-2001 [Consulta: 30 agost 2019].
- Veintitrés, Temas 173-177 (en castellà).  Comunicación Grupo Tres, 2001, p. 83 [Consulta: 9 maig 2019].
- Veintitrés, Temas 178-181 (en castellà).  Comunicación Grupo Tres, 2001, p. 60 [Consulta: 9 maig 2019].
- La primera, Temas 50-58 (en castellà).  Grupo H S.A, 2001 [Consulta: 9 maig 2019].
- «El teatro de Bertolt Brecht en Buenos Aires: observaciones de Teatro Comparado» (en castellà). La Escalera. International Brecht Society e Universidade Federal do Rio Grande do Sul [Porto Alegre, Brasil], 22-23, 2012-2013.
- Caras y la Actualidad. Editorial Atlántida, XX, 1023, 15-08-2001. ISSN: 0328-4301.
- Revista Viva, 10-06-2001.
- La primera, Temas 85-93 (en castellà).  Grupo H S.A, 2001 [Consulta: 9 maig 2019].
- Trespuntos, Temas 225-236 (en castellà).  Editorial Trespuntos, 2001, p. 3 [Consulta: 9 maig 2019].
- El Periodista de Buenos Aires, Números 146-159 (en castellà).  Ediciones de la Urraca, 1987 [Consulta: 30 agost 2019].
- Teatro, Números 29-36 (en castellà).  El Teatro, 1987 [Consulta: 30 agost 2019].
- Teatro XXI: revista del GETEA Número 15 (en castellà).  Facultad de Filosofía y Letras, Universidad de Buenos Aires (en colaboración con el Grupo de Estudios de Teatro Argentino, 2002, p. 122 [Consulta: 9 maig 2019].
- Noches de estreno (en castellà).   Gente y la Actualidade, 26 de septiembre de 2001 [Consulta: 30 agost 2019]. Arxivat 2019-08-30 a Wayback Machine.
- Somos, Números 571-588 (en castellà).  Editorial Atlántidas, 1987, p. xxxix [Consulta: 30 agost 2019].
- Humor, Números 89-96.  Ediciones de la Urraca, 1988 [Consulta: 30 agost 2019].
- Procopio, Pablo  Gente y la Actualidad. Editorial Atlántida, 36, 1864, 10-04-2001. ISSN: 0328-8560.
- Calatayud, María  Gente y la Actualidad. Editorial Atlántida, 36, 1858, 27-02-2001. ISSN: 0328-8560.
- «Zemma y Caicedo entre Brecht y Arturo Ui» (en castellà).   Clarín, 13-08-1987. [Consulta: 30 agost 2019].